# Єники
Є́ники (рос. Еныки) — присілок у складі Котельницького району Кіровської області, Росія. Входить до складу Єжихинського сільського поселення.
Населення становить 11 осіб (2010, 17 у 2002).
Національний склад станом на 2002 рік — росіяни 100 %.